# Comté d'Antigonish
Pour les articles homonymes, voir Antigonish.
Le comté d'Antigonsih (en anglais : Antigonish County, en gaélique écossais : Siorramachd Antaiginis) est un comté de la Nouvelle-Écosse. Son chef-lieu est Antigonish.

## Démographie
| 2001   | 2006   | 2011   | 2016   | 2021   |
| ------ | ------ | ------ | ------ | ------ |
| 19 578 | 18 836 | 19 589 | 19 301 | 20 129 |